# Convergência Antártica

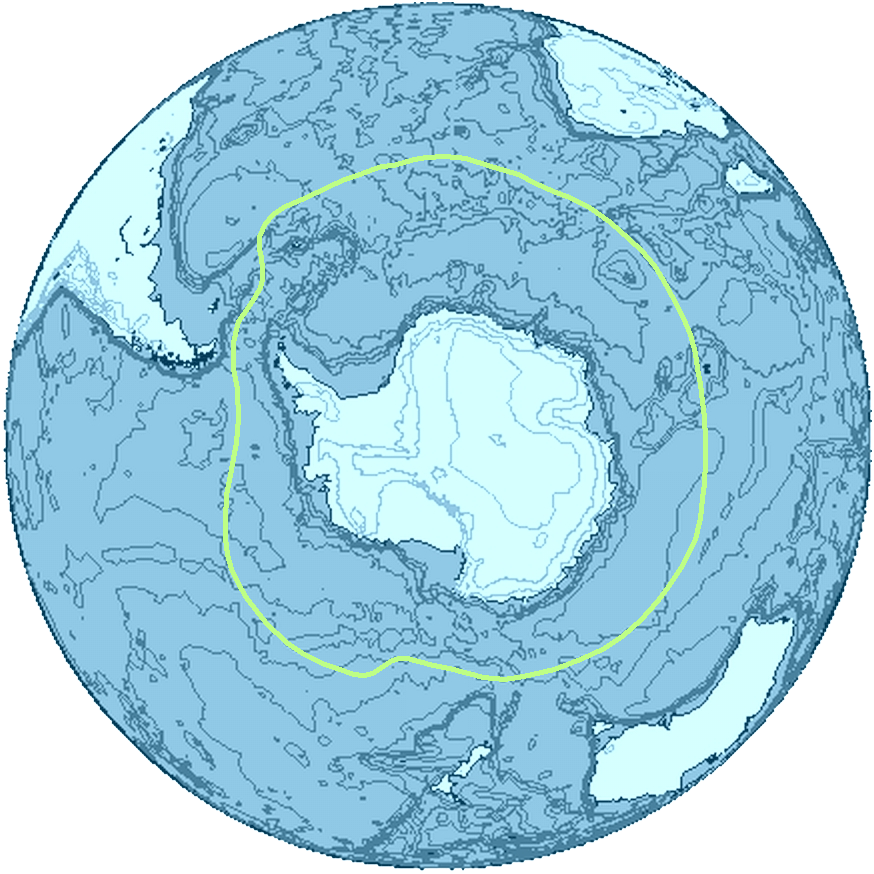
A região polar austral

A Convergência Antártica é uma região que cerca o continente antártico onde as águas antárticas frias, que fluem para norte, afundam por baixo das águas relativamente mais mornas sub-antárticas. Essas áreas de misturamento e afloramento criam uma região muito ativa em vida marinha, especialmente para o krill antártico. Esta zona tem uma largura aproximada de 20 a 30 milhas náuticas, cruzando os oceanos Atlântico, Pacífico e Índico entre as latitudes 48° e 61° sul.
A Convergência Antártica é um limite natural entre duas regiões hidrológicos e de vida marinha distintas e de climas diferentes.  As ilhas Shetland do Sul, Órcades do Sul, Sandwich do Sul, Geórgia do Sul, Bouvet, Heard e McDonald estão situadas ao sul da Convergência Antártica; as ilhas Kerguelen são situadas aproximadamente na Convergência, enquanto que as ilhas Falkland, Príncipe Eduardo, Crozet e Macquarie estão situadas a norte da Convergência.